# Encephalartos chimanimaniensis
Encephalartos chimanimaniensis — вид голонасінних рослин класу саговникоподібні (Cycadopsida).
Етимологія: від назви гори Chimanimani, східне Зімбабве, з закінченням яп. -ensis, що означає походження.

## Опис
Рослини деревовиді; стовбур 1,8 м заввишки, 45 см діаметром. Листки завдовжки 100—150 см, світло або яскраво-зелені, високоглянсові; черешок прямий, з 1–6 шипами. Листові фрагменти ланцетні; середні — 12–18 см завдовжки, 20–25 мм завширшки. Пилкові шишки 1–3, веретеновиді, зелені, завдовжки 50–70 см, 8–10 см діаметром. Насіннєві шишки 1–3, яйцеподібні, зелені, завдовжки 40–45 см, 18–20 см діаметром. Насіння довгасте, завдовжки 20–30 мм, шириною 15–20 мм, саркотеста червона.

## Поширення, екологія
Цей вид відомий тільки з гір Chimanimani на кордоні між Зімбабве і Мозамбіку. Росте на висотах близько 1000 м. Зростає при середній кількості опадів (може бути понад 1800 мм на рік) гірських луках на гранітних горах.

## Загрози та охорона
Цей вид перебуває під загрозою через надмірний збір для декоративних цілей.